# Colostygia pendearia
Colostygia pendearia (en chino simplificado, 暗旋尺蛾; literalmente, ‘polilla de hilado oscuro’) es una especie de polilla perteneciente a la familia Geometridae. Fue descrita por primera vez por el entomólogo francés Charles Oberthür en 1893. Se puede encontrar ampliamente distribuido en la China occidental. El holotipo de la especie fue descrita en la zona montañosa de Kangding a orillas del río Dadu.

## Descripción
No es una especie llamativa, pero se reconoce fácilmente por su coloración y su banda media de lados paralelos.